# Vénétie
Cet article concerne la région administrative italienne. Pour la région historique, voir Vénétie (région historique). Pour la ville en Alaska, voir Venetie. Pour les autres significations, voir Vénétie (homonymie).
La Vénétie (prononcé : /ˈvenesi/ ; en italien : Regione Veneto, /ˈvɛːneto/ ; en vénitien : Rejón del Vèneto, /ˈvɛneto/) est une région du nord-est de l’Italie. Elle compte environ cinq millions d'habitants, étant la cinquième région la plus peuplée du pays, sur un territoire de 18 391 km2. Son chef-lieu est Venise (en vénitien : Venessia ; en italien : Venezia).

## Géographie

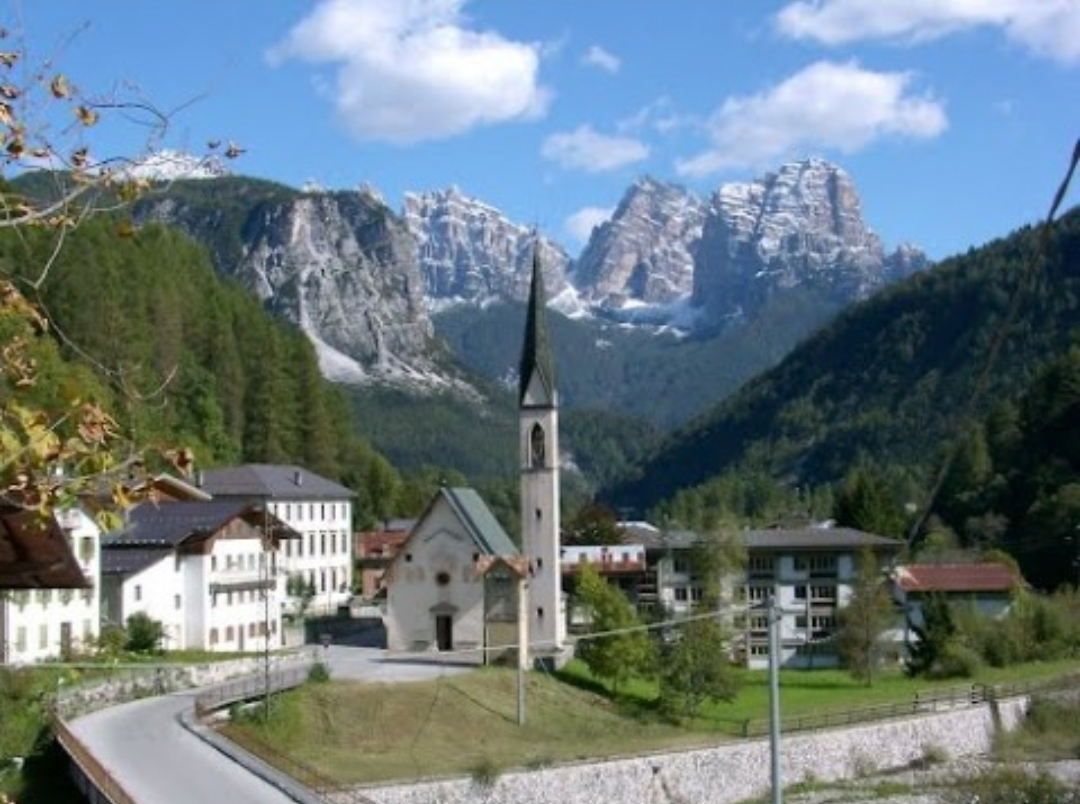
Val di Zoldo, une vallée des Dolomites.

Avec 18 391 km2, la Vénétie est la huitième région italienne. Elle est délimitée à l'est par la région du Frioul-Vénétie Julienne, au nord-ouest par le Trentin-Haut-Adige, à l'ouest par la Lombardie, au sud par l'Émilie-Romagne et à l'est par la mer Adriatique. Dans son extrémité septentrionale, la Vénétie est limitrophe de l'Autriche.
Le point le plus septentrional est la Cima Vanscúro, près des confins autrichiens, tandis que la Punta di Goro, dans le delta du Pô, est le point le plus méridional de la région.
Du point de vue morphologique, la Vénétie peut être divisée en plusieurs zones :
- la zone des Alpes et des Dolomites ;
- la zone préalpine ;
- les collines (Colli Euganei, Berici, Asolani) ;
- la Plaine du Pô et de ses affluents (Adige, Brenta, Piave, Sile, Livenza), qui couvrent 56,4 % du territoire régional ;
- la côte orientale du lac de Garde, le principal lac italien ;
- la côte adriatique, basse et lagunaire.

### Provinces

Les sept provinces de Vénétie.

La Vénétie est divisée en sept provinces ; la province de Belluno est la plus grande en superficie et la province de Padoue, la plus peuplée.
| Province / Ville métropolitaine | Habitants du chef-lieu | Superficie (km²) | Habitants de la province | Densité | Communes |
| ------------------------------- | ---------------------- | ---------------- | ------------------------ | ------- | -------- |
| Province de Belluno             | 36 584                 | 3 678            | 213 956                  | 58,1    | 69       |
| Province de Padoue              | 213 151                | 2 141            | 925 640                  | 431     | 104      |
| Province de Rovigo              | 52 263                 | 1 789            | 247 440                  | 138,2   | 50       |
| Province de Trévise             | 82 213                 | 2 477            | 882 473                  | 355,6   | 95       |
| Ville métropolitaine de Venise  | 270 867                | 2 463            | 857 221                  | 347,2   | 44       |
| Province de Vérone              | 265 073                | 3 121            | 912 239                  | 291,7   | 98       |
| Province de Vicence             | 115 292                | 2 722            | 864 871                  | 317     | 121      |

### Communes les plus peuplées
| Pos. | Commune            | Habitants (hab.) | Superficie (km²) | Densité (hab./km²) | Altitude (m) | Province / Ville métropolitaine |
| ---- | ------------------ | ---------------- | ---------------- | ------------------ | ------------ | ------------------------------- |
| 1°   | Venise             | 271 047          | 414,57           | 653,8              | 1            | VE                              |
| 2°   | Vérone             | 265 088          | 206,63           | 1 282,9            | 59           | VR                              |
| 3°   | Padoue             | 223 903          | 92,85            | 2 293              | 12           | PD                              |
| 4°   | Vicence            | 115 379          | 80,54            | 1 432,6            | 39           | VI                              |
| 5°   | Trévise            | 82 205           | 55,50            | 1 481,2            | 15           | TV                              |
| 6°   | Rovigo             | 52 290           | 108,55           | 481,7              | 6            | RO                              |
| 7°   | Chioggia           | 50 831           | 185,20           | 274,5              | 2            | VE                              |
| 8°   | Bassano del Grappa | 42 982           | 46,79            | 918,6              | 129          | VI                              |
| 9°   | San Donà di Piave  | 41 015           | 78,73            | 521,8              | 3            | VE                              |
| 10°  | Schio              | 39 471           | 67,04            | 588,8              | 200          | VI                              |

## Histoire
Pendant l'Antiquité, la Venétie fut une des onze régions de l'Italie romaine (Regio X Venetia et Histria) d'après le découpage administratif de la péninsule prévu par Auguste en l'an 7.
Après la fin de l'Empire d'Occident, la Vénétie passa sous l'autorité de l'Empire d'Orient, avant d'acquérir une indépendance de facto.
Par la suite, le territoire régional appartint pendant des siècles à la république de Venise.

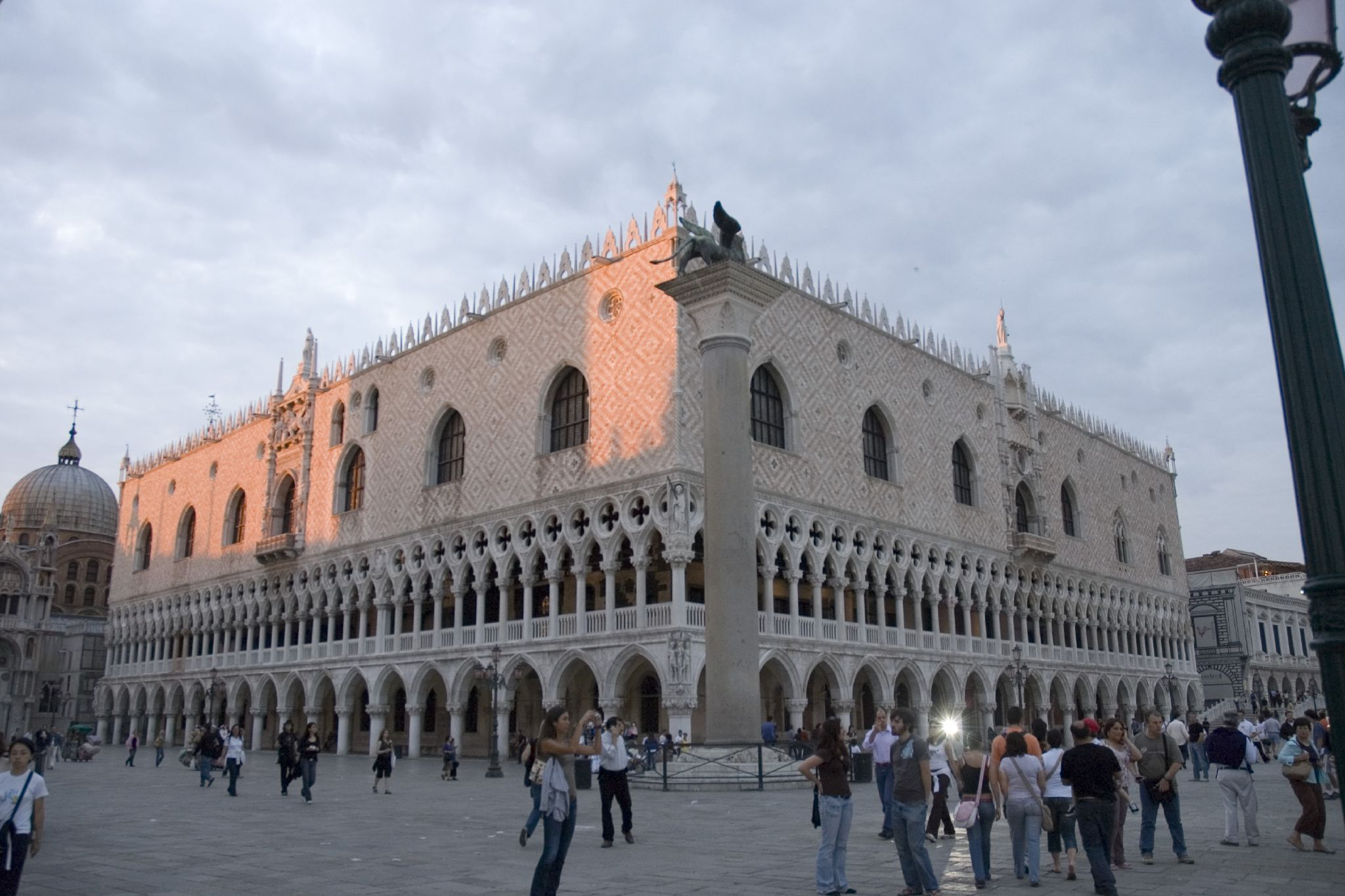
Le palais des Doges de Venise.

En 1797, après environ un millénaire d'indépendance, la république fut conquise par Napoléon Bonaparte au terme de la campagne d'Italie et cédée à l’Autriche avec le traité de Campo-Formio. Après la défaite autrichienne d’Austerlitz et le traité de Presbourg, la Vénétie devint partie du Royaume napoléonien d’Italie (1805). Elle fut rendue à l’empire d'Autriche en 1815. En conséquence de la troisième guerre d'indépendance italienne, grâce à la victoire des alliés prussiens contre l’Autriche (Bataille de Sadowa, 1866), la Vénétie (avec le Frioul) fut cédée par l'Autriche à l'empereur Napoléon III qui la rétrocéda à son tour à l'Italie.
La Vénétie fut le théâtre de plusieurs batailles pendant la Première Guerre mondiale. La bataille de Vittorio Veneto scella la victoire italienne contre l’Autriche-Hongrie. L’armistice fut signé à Villa Giusti, près de Padoue. Elle fut amputée de sa partie orientale en 1945 avec la création d'une nouvelle région, le Frioul-Vénétie Julienne, afin de donner un « arrière-pays » à la ville de Trieste à la suite de l'annexion de l'Istrie par la Yougoslavie de Tito.

## Population
Jusqu’au début des années 1970, la Vénétie, région pauvre et agraire, fut une terre d’émigration massive. Entre 1870 et 1970, plus de 3 millions de Vénètes abandonnèrent leur patrie pour chercher une meilleure qualité de vie, émigrant surtout vers l’Amérique du Sud et après la Seconde Guerre mondiale aussi vers les pays les plus développés de l’Europe. Beaucoup d’entre eux émigrèrent vers d'autres régions d’Italie (Marais Pontins, les centres industriels du nord-ouest, Milan, Turin et Gênes).
À partir des années 1970, grâce à l’industrialisation massive, la Vénétie se transforma en terre d’immigration, au début de l’Italie du Sud, depuis les années 1990 surtout de l’étranger. En 2018 plus de 10 % de la population régionale est étrangère.
Outre l’italien, la majorité de la population parle vénitien. Il y a des minorités linguistiques ladines dans la province de Belluno et frioulanes dans la zone de Portogruaro. La région ne jouit pas d’un statut spécial d’autonomie, contrairement à ses voisins du Trentin-Haut-Adige et du Frioul-Vénétie Julienne. C’est pourquoi beaucoup de communes limitrophes de ces territoires ont organisé des référendums visant le rattachement aux régions autonomes avec statut spécial, lesquelles disposent d'un régime fiscal privilégié.

## Politique et administration

### Tendances politiques
Région traditionnellement conservatrice et plutôt religieuse, la Vénétie a été pendant une quarantaine d'années un bastion de la Démocratie chrétienne. Depuis la disparition de celle-ci, la région a été gouvernée par des coalitions de centre-droite. L'actuel président de la région est Luca Zaia, au pouvoir depuis 2010. Au niveau municipal, en revanche, certaines de ses villes majeures sont gouvernées par des coalitions de centre-gauche (Padoue, Belluno, Bassano del Grappa, Feltre).
En raison du passé de Venise, les tendances autonomistes sont très prononcées. La Ligue du Nord - Ligue Vénitienne (Lega Nord-Liga Veneta), est très populaire. D'autres petits partis comme la Ligue Vénétie République (Liga Veneta Repubblica), Projet nord-est (Progetto Nordest) et Indépendance vénète (Indipendenza Veneta) sont implantés en Vénétie, pour laquelle ils réclament l'autonomie, voire l'indépendance.

### Institutions

#### Conseil régional
Le conseil régional de Vénétie est l'organe représentatif de la population. Il se compose de cinquante-et-un membres élus pour cinq ans.

#### Junte régionale
La junte constitue l'exécutif de la région. Elle est dirigée par le président et comporte onze autres membres.

#### Présidents de la région de la Vénétie
| Période     | Président            | Parti   |
| ----------- | -------------------- | ------- |
| 1970-1972   | Angelo Tomelleri     | DC      |
| 1972-1973   | Piero Feltrin        | DC      |
| 1973-1980   | Angelo Tomelleri     | DC      |
| 1980-1989   | Carlo Bernini        | DC      |
| 1989-1992   | Gianfranco Cremonese | DC      |
| 1992-1993   | Franco Frigo         | DC      |
| 1993-1994   | Giuseppe Pupillo     | PDS     |
| 1994-1995   | Aldo Bottin          | PPI     |
| 1995-2010   | Giancarlo Galan      | FI, PDL |
| Depuis 2010 | Luca Zaia            | LN      |

## Économie
La Vénétie est aujourd'hui une des régions les plus riches d’Italie, ayant su se transformer de région agraire en région industrielle.
Pourtant l’agriculture joue un rôle important dans l’économie régionale. La Vénétie est une importante région viticole : Soave, Valpolicella, Amarone della Valpolicella et Prosecco sont les vins les plus connus.
Le radicchio est un autre produit typique de l’agriculture vénète.
L’industrie est caractérisée par des petites et moyennes entreprises. Dans la ville métropolitaine de Venise, il y a des raffineries de pétrole, des chantiers navals et des usines chimiques (Marghera). Noale, dans la même province, est le siège du constructeur des motocyclettes Aprilia. Trévise, celui du constructeur de petit électro-ménager De'Longhi. À Porto Tolle (province de Rovigo) se trouve la plus grande centrale thermoélectrique d’Italie. L’industrie textile et de la mode est très forte dans la région : Marzotto, Benetton, Geox, Lotto, Diesel, Calzedonia y ont leur quartier général. Luxottica, le plus grand producteur mondial de lunettes, a son siège à Agordo, dans la province de Belluno.
Le tourisme est une ressource fondamentale pour l’économie de la Vénétie, qui est la première région touristique italienne, avec 60 millions d’arrivées en 2007. Venise et les autres chefs-lieux de province, ainsi que les localités plus petites, Cortina d’Ampezzo et d'autres stations de sports d'hiver et d'été dans les Dolomites, la station thermale d’Abano Terme, Peschiera et Malcesine au bord du lac de Garde, les plages adriatiques de Rosolina Mare, Sottomarina, Lido di Venezia, Lido di Jesolo, Eraclea Mare, Caorle et Bibione, et les villas de Palladio attirent des millions de visiteurs.
En comparaison avec le produit intérieur brut par habitant de l’Union européenne, la Vénétie dépasse la moyenne de 21,5 % (Vénétie : 121,5, UE : 23 500), avec 28 700 €. En termes de produit régional brut, la Vénétie est la troisième région italienne, après la Lombardie et le Latium, avec 135 milliards d’euros. Le taux de chômage est de 4,2 %.

## Monuments

Venise : patrimoine mondial de l'UNESCO
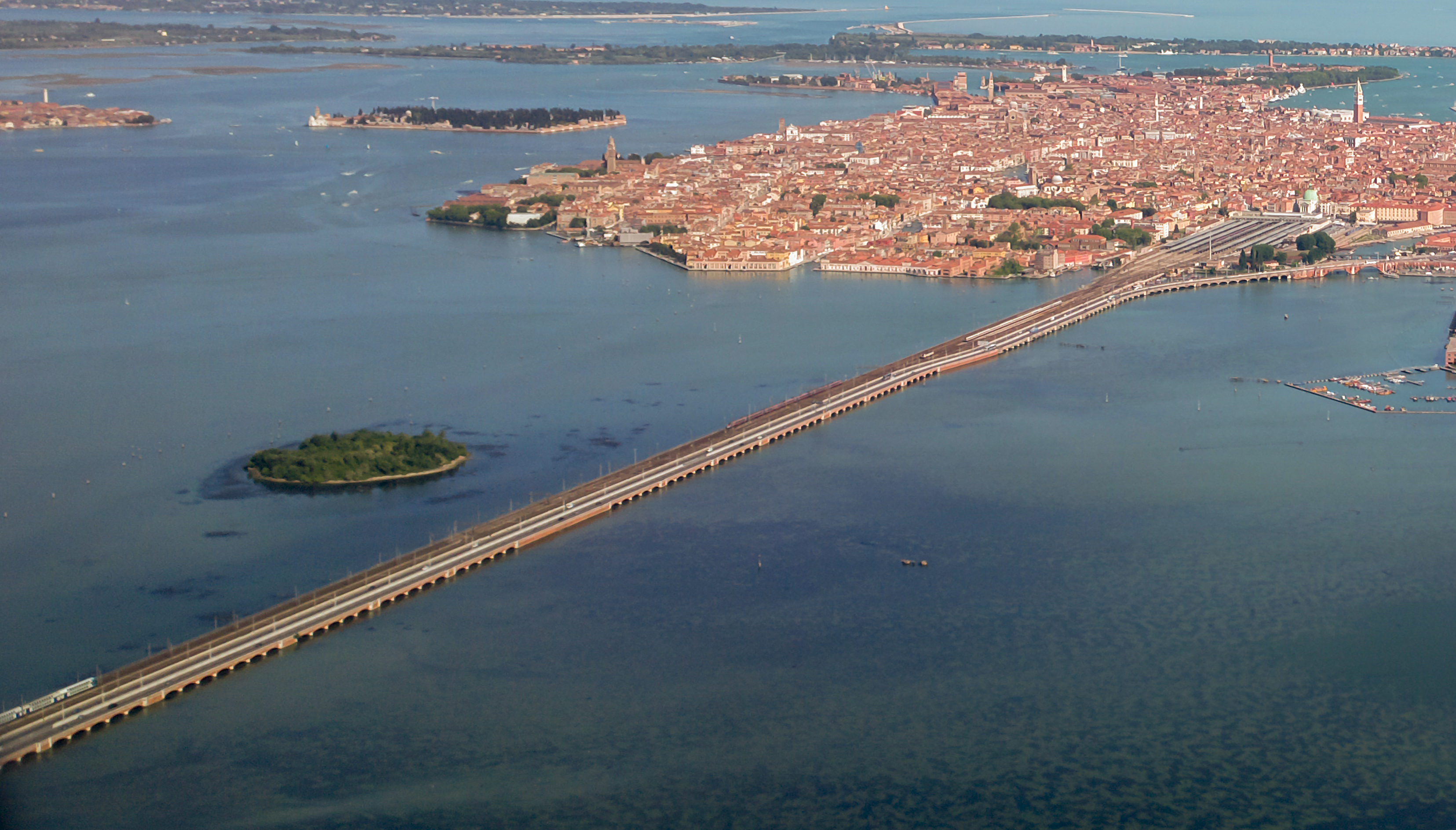
Pont de la Liberté.
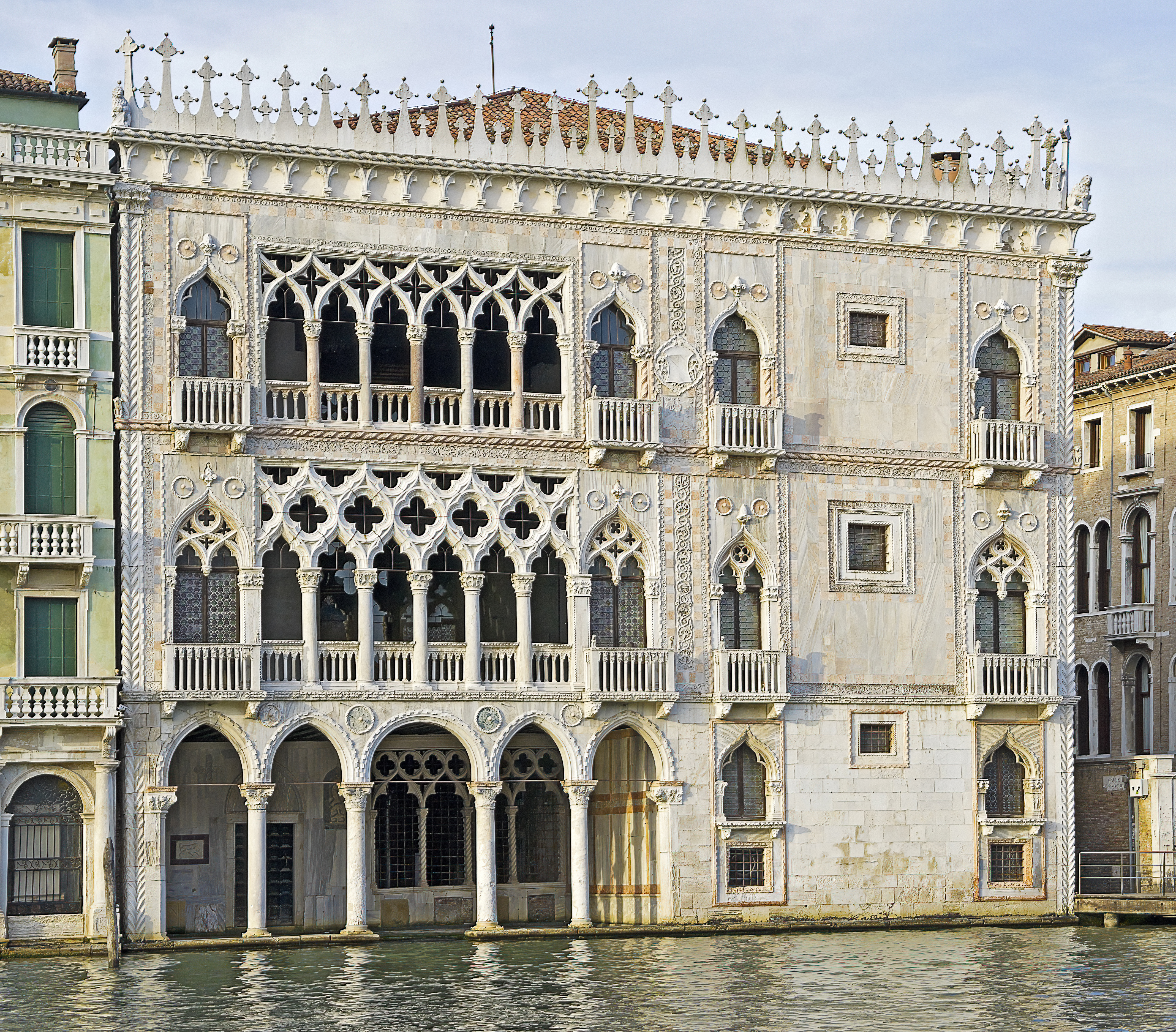
Ca' d'Oro.
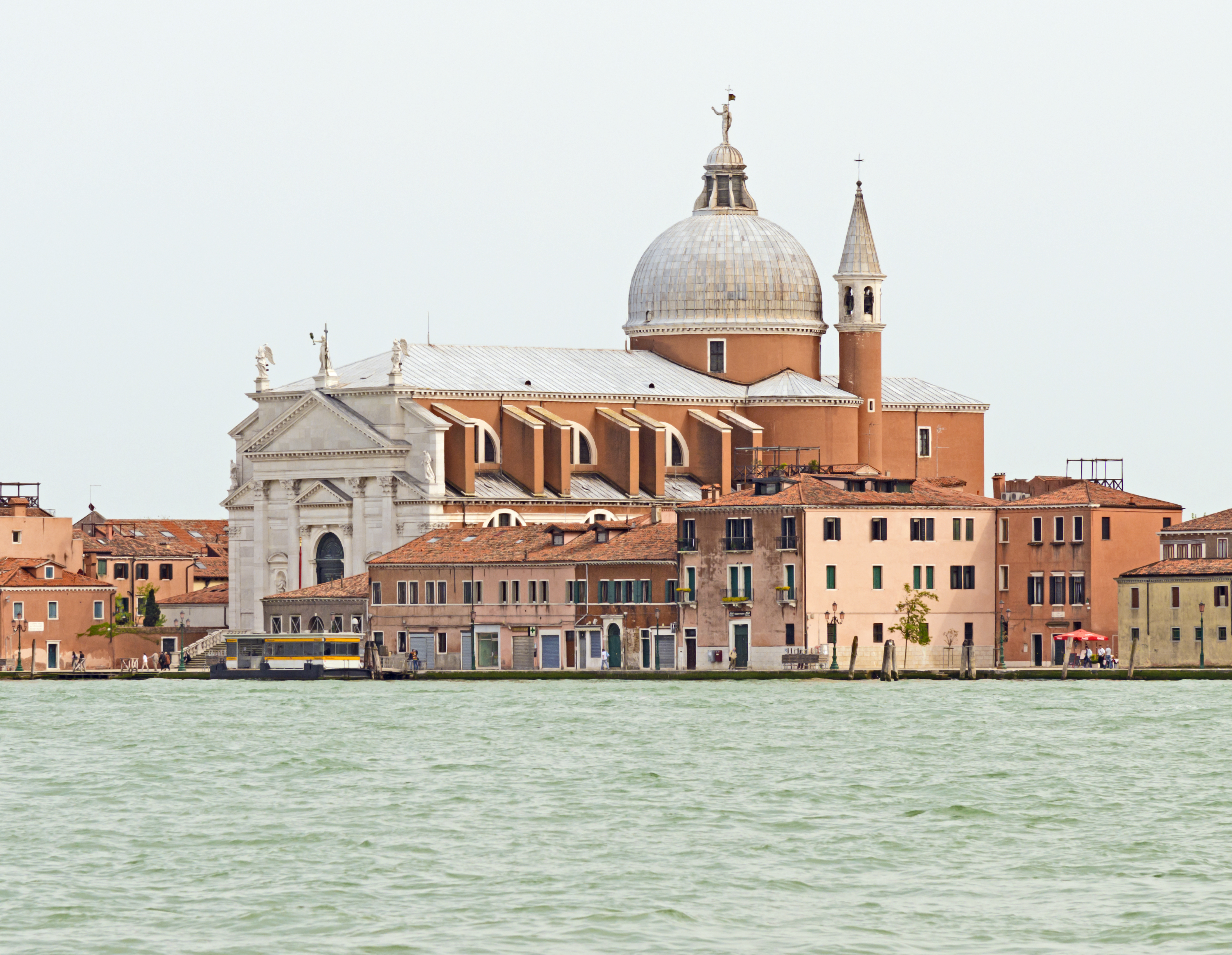
Chiesa del Redentore.

Vérone : la ville de Roméo et Juliette
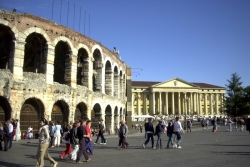
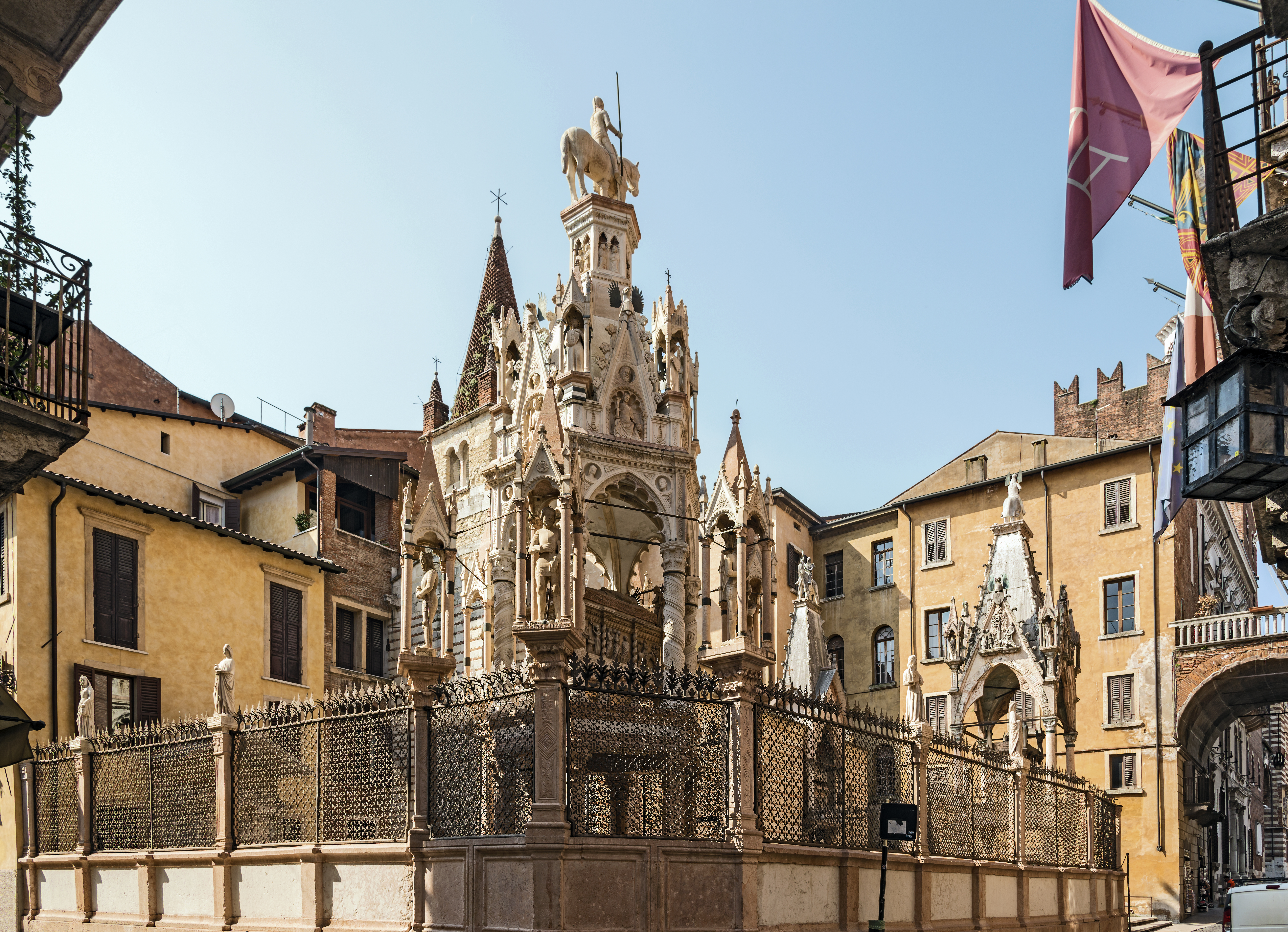
Arche scaligere.
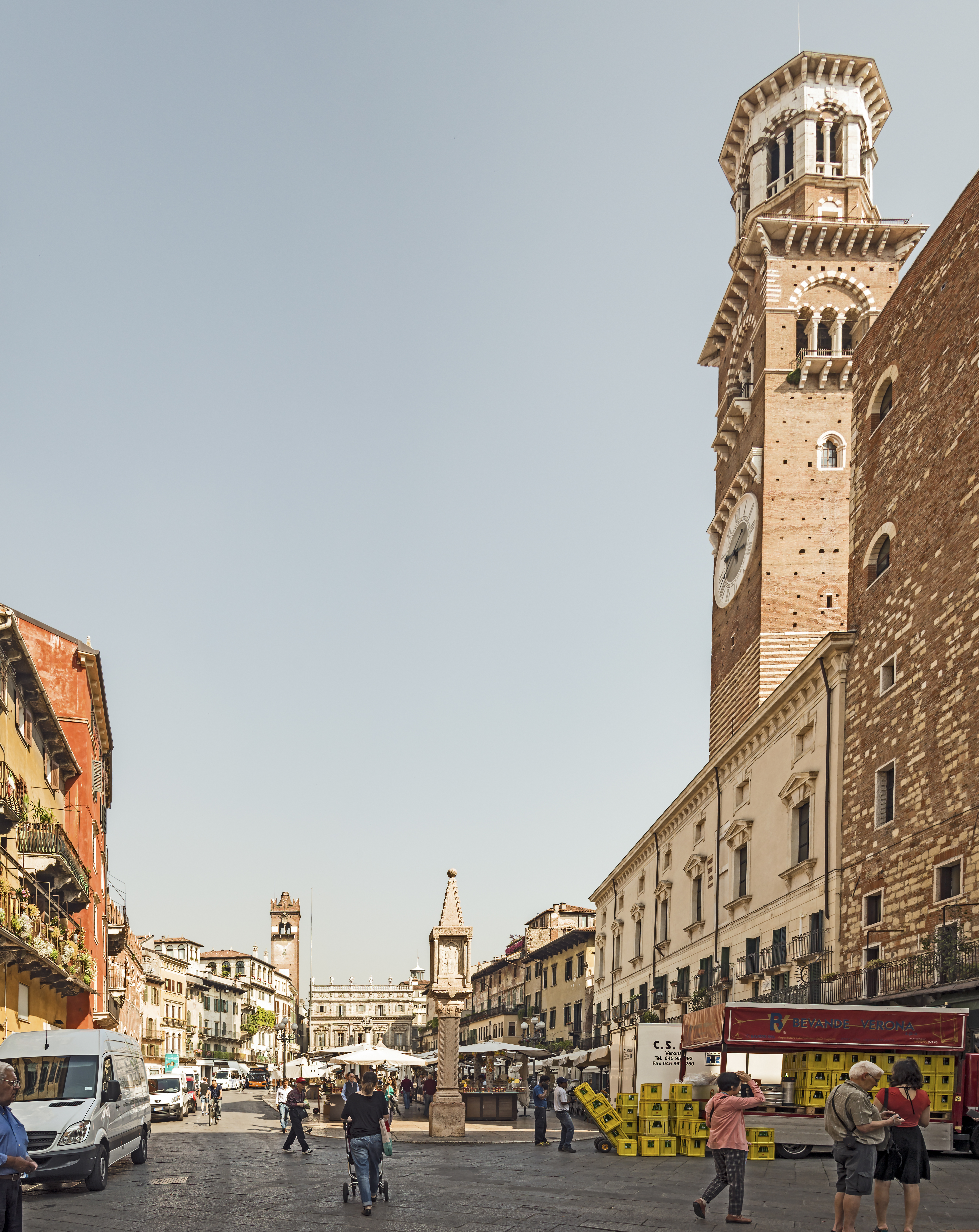
Piazza delle Erbe.

Autres villes
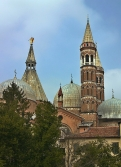
Padoue : la ville de saint Antoine de Padoue, avec un jardin botanique patrimoine mondial de l'UNESCO. La ville et ses fresques médiévales ont été classées au patrimoine UNESCO en 2021.
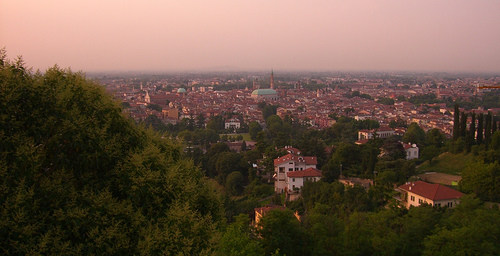
Vicence, connue par les constructions de Palladio. Elle aussi est un bien patrimoine UNESCO.
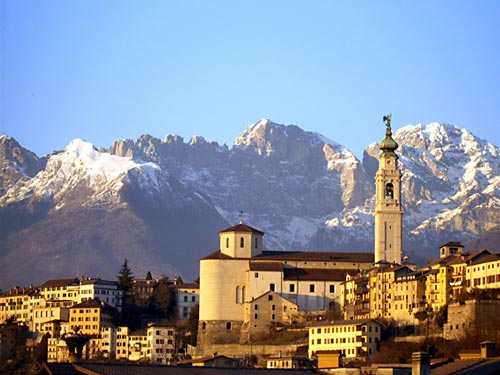
Belluno, chef-lieu sur les montagnes, c'est la porte d'entrée des dolomites.
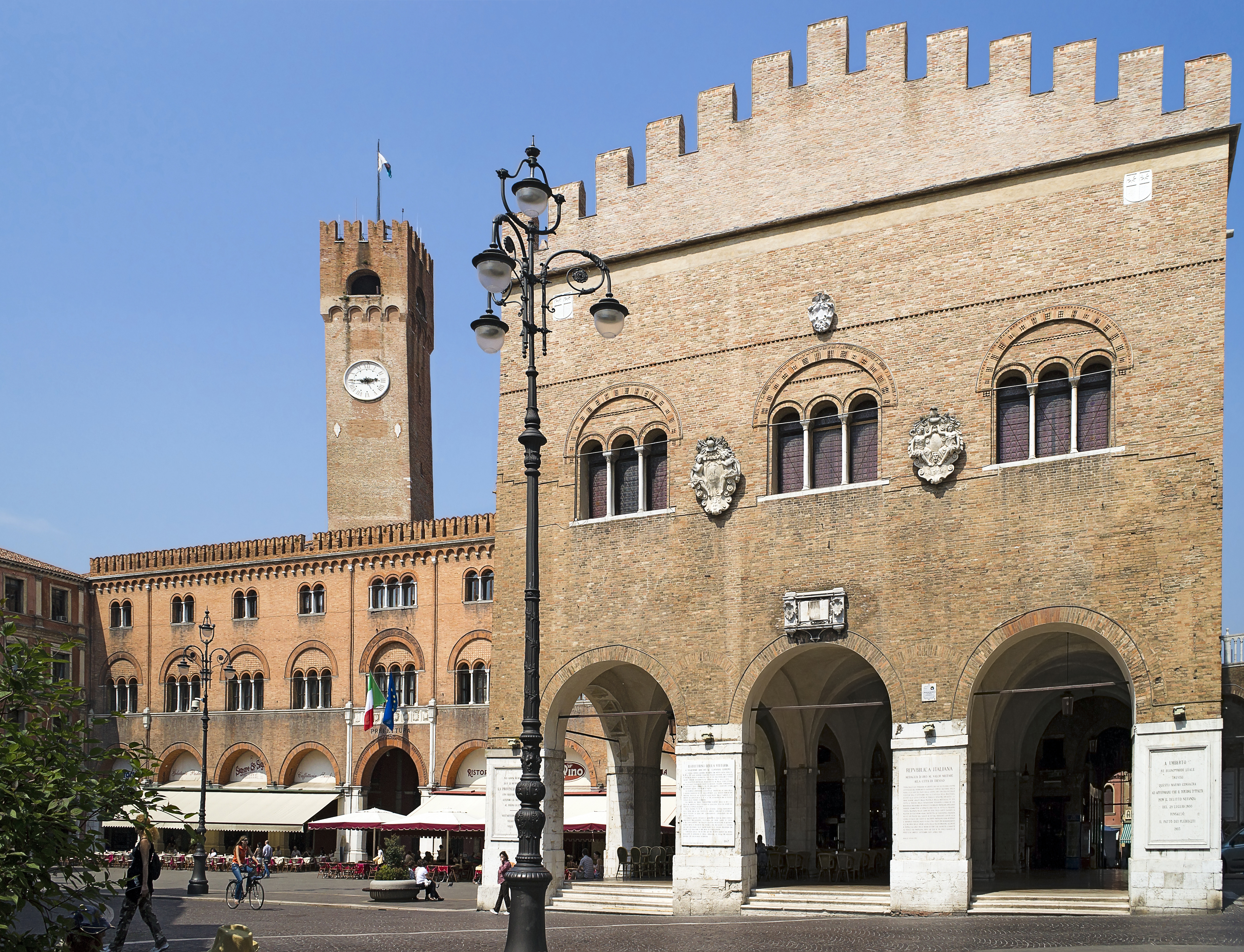
Trévise, ville médiévale et lieu de naissance du Tiramisu.